# Roberto Molina y Morales
José Francisco Roberto Molina Morales (Nueva San Salvador, 20 de septiembre de 1915-1 de octubre de 1983), conocido en su vida social por Roberto Molina y Morales, fue un historiador y diplomático salvadoreño, nombrado Director de la Academia Salvadoreña de la Historia el 5 de marzo de 1975. 

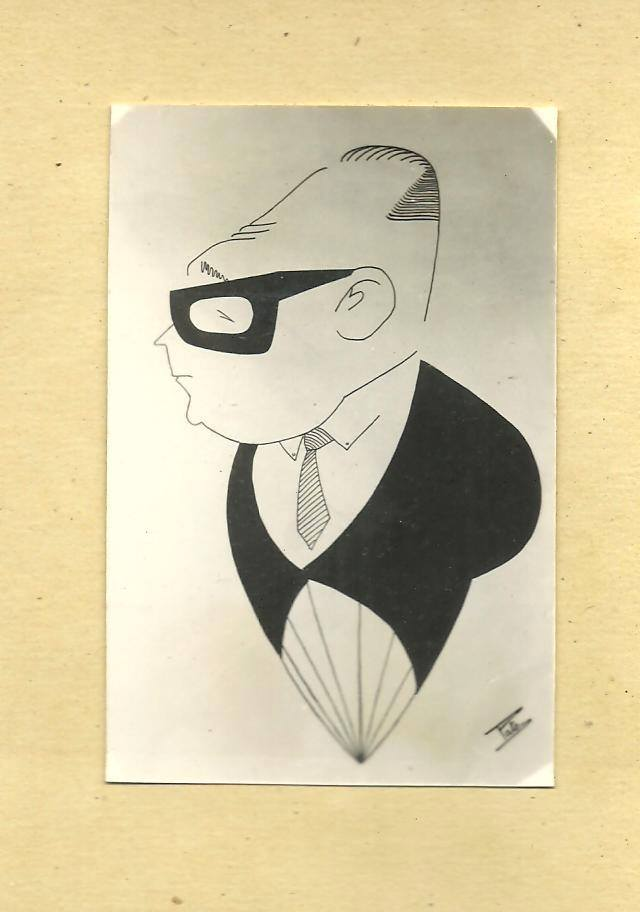
Caricatura de Roberto Molina Y Morales

Nació en el seno de una de las más sobresalientes familias de abolengo de El Salvador. Fue hijo de Don Benjamín Molina Saldaña y de Doña Mercedes Morales, nieto del General Benjamín Molina Guirola y Doña Juana Saldaña de Molina . Se casó con Ana María Peralta, y de este matrimonio nacieron 7 hermanos.
Agregado a la SECCION DE PROTOCOLO DEL 1936 A 1942, Auxiliar de la Sección Consular del Ministerio de RREE 1942 - 43, Agregado a la Sección de Protocolo desde 1944, Subjefe de Protocolo hasta 1947.
Representó a El Salvador como Encargado de Negocios en Costa Rica 1948, en Chile 1948 - 49 , en Argentina y luego como Secretario de la Embajada en Buenos Aires, Director de Protocolo y Órdenes de !950 a 1959. Obtiene el rango de embajador plenipotenciario en 1958. Embajador en Lima de 1960 - 70.
Elaboró varios libros de la historia de El Salvador, entre los cuales podemos mencionar, Los precursores de la independencia, Guion Histórico del Poder Legislativo y Ejecutivo, Los ministros de Hacienda 1838-1871 y Guion Histórico del Poder Legislativo de El Salvador El Prócer, Pbro. Dr. José Matias Delgado, aun sin publicar.
- Datos: Q23705184